# Congresul Deputaților
Congresul Deputaților (în spaniolă Congreso de los Diputados, în bască Diputatuen Kongresua, în catalană Congrés dels Diputats, în galiciană Congreso dos Deputados) este camera inferioară a Parlamentului Spaniol (Cortes Generales). Congresul se întrunește la Palatul Parlamentului (Palacio de las Cortes) din Madrid.
Este compus din 350 de membri, aleși de circumscripțiile electorale din care provin (15 provincii spaniole și 2 orașe autonome) prin reprezentare proporțională. Deputații au mandate de patru ani. Președintele Congresului Deputaților este ales de membrii acestuia. 
Parlamentarii provin din partidele politice sau grupurile de partide care formează grupurile parlamentare. Grupurile trebuie să fie formate din cel puțin 15 deputați, dar un grup poate fi format din numai 5 deputați dacă partidul a obținut 5% din voturile totale exprimate la nivel național sau 15% din voturile exprimate în circumscripțiile electorale în care este înscris. Deputații care aparțin partidelor care nu își pot crea propriul grup parlamentar formează Grupul mixt.
După alegerile generale din aprilie 2019 numărul femeilor deputați a crescut la 168, reprezentând 48% din numărul total de membri și făcând astfel ca Spania să devină țara cu cel mai mare număr de femei în parlament, peste Suedia și Finlanda.